# Hélder Rodrigues
Hélder Fernando Simões Cerqueira Rodrigues (ur. 28 lutego 1978 w Lizbonie) – portugalski motocyklista enduro występujący w rajdach terenowych. Od 2006 uczestnik Rajdu Dakar - dwukrotnie zajmował trzecie miejsce w tym rajdzie (2011, 2012). Kierowca w zespole Honda Racing Team od 2013. W 2011 został mistrzem świata w motocyklowych rajdach terenowych. 

## Kariera
Sporty motorowe uprawia od 1994. W latach 1999–2006 był mistrzem Portugalii w enduro. W 2006 zadebiutował w Rajdzie Dakar, gdzie zajął 9. pozycję w klasyfikacji końcowej motocyklistów. W 2007 poprawił wynik i uplasował się na 5. pozycji. W 2008 podczas rajdu Central Europe Rally był 14. w kategorii motocykli. W roku 2009 ponownie zajął 5. miejsce w tym rajdzie. W 2010 roku dojechał do mety na 4. pozycji. W 2011 znalazł się w pierwszej "trójce" rajdu (zajął 3. pozycję) za pierwszym Marckiem Comą i drugim Cyrilem Despres. W 2012 powtórzył wynik ponownie zajmując 3. miejsce za Cyrilem Despres i Marckiem Comą. Od 2018 zaprzestał występów w Rajdzie Dakar. 

### Osiągnięcia
- — mistrz świata w motocyklowych rajdach terenowych (2011)
- — 3. miejsce Rajdzie Dakar 2011 w kat. motocykli
- — 3. miejsce Rajdzie Dakar 2012 w kat. motocykli

### Starty w Rajdzie Dakar
| Edycja Rajdu Dakar | Kategoria | Pojazd | Miejsce |
| ------------------ | --------- | ------ | ------- |
| 2006               | motocykle | Yamaha | 9.      |
| 2007               | motocykle | Yamaha | 5.      |
| 2009               | motocykle | Yamaha | 5.      |
| 2010               | motocykle | Yamaha | 4.      |
| 2011               | motocykle | Yamaha |         |
| 2012               | motocykle | Yamaha |         |
| 2013               | motocykle | Honda  | 7.      |
| 2014               | motocykle | Honda  | 5.      |
| 2015               | motocykle | Honda  | 12.     |
| 2016               | motocykle | Honda  | 5.      |
| 2017               | motocykle | Honda  | 9.      |